# Romonya
Romonya es un pueblo ubicado en el distrito de Pécs, en el condado de Baranya, Hungría.

## Superficie
Posee una superficie de 7,070 kilómetros cuadrados.

## Demografía
Hasta 2019 la población era de 521 habitantes, con una densidad de población de 73,69 habitantes por kilómetro cuadrado.